# 蒂奧·弗洛倫斯·安達
蒂奧·弗洛倫斯·L·安達（英語：Deo Florence L. Onda）是一名菲律賓微生物海洋學家。他因成為第一個下潛至菲律賓海溝埃姆登深淵的菲律賓人而知名。

## 早期生活和教育
安達出生於巴拉望省布魯克點。他在加拿大魁北克市的拉瓦爾大學獲得海洋學大學間博士學位，並曾在德國的阿爾弗雷德·魏格納研究所做博士後研究。

## 職業生涯
安達是菲律賓大學海洋科學研究所（UP MSI）的副教授；截至2021年3月，他是該機構最年輕的教職員。
安達是保護WPS（預測西菲律賓海受威脅生態系統的海洋運輸和生態連接之間的反應）考察組的首席科學家，該考察組於2019年在南沙群島進行研究。考察隊注意到中業島和仙賓礁的珊瑚礁的「相對不健康」狀況。該研究還注意到以前在該地區沒有記錄的海藻物種的新發現，並從海上收集了6箱垃圾。考察隊搭乘RV Kasarinlan號，這是一艘由UP MSI擁有的海洋研究船。
2021年，維克多·韋斯科沃的卡拉丹海洋公司發起對埃姆登深淵的探險，這是菲律賓海溝的最深點，也是世界第三深點。安達被邀請加入韋斯科沃的探險隊，下潛至埃姆登深淵，這使安達成為第一個下潛至深淵的菲律賓人。考察於3月15日在關島開始，韋斯科沃和安達在DSSV Pressure Drop號上，他們被部署在一個單獨的潛水器——DSV Limiting Factor號上。安達同意參加考察，以「維護」菲律賓對該水下地貌的主權權利。下降在3月23日進行。在埃姆登深淵，安達揮舞著菲律賓國旗。